# 別列茲尼揚卡河
別列茲尼揚卡河（烏克蘭語：Березнянка），是烏克蘭的河流，位於該國北部，流經日托米爾州和基輔州，屬於羅斯河的左支流，河道全長44公里，流域面積293平方公里。